# Allomogurnda insularis
Allomogurnda insularis är en fiskart som beskrevs av Allen 2003. Allomogurnda insularis ingår i släktet Allomogurnda och familjen Eleotridae. Inga underarter finns listade i Catalogue of Life.